# زيدروناس إيلجوسكاس
زيدروناس إيلجوسكاس (بالليتوانية: Žydrūnas Ilgauskas)‏ مواليد 5 يونيو 1975 في كاوناس، الجمهورية الليتوانية السوفيتية الاشتراكية، الاتحاد السوفيتي، هو لاعب كرة سلة ليتواني سابق بدأ مسيرته الاحترافية في سنة 1993. يبلغ طوله 7 قدم 3 بوصة (2.2 م). اعتزل اللعب في 2011.

## فرق لعب لها
- كليفلاند كافالييرز
- ميامي هيت

## روابط خارجية
- زيدروناس إيلجوسكاس على موقع الاتحاد الدولي لكرة السلة (الإنجليزية)
- زيدروناس إيلجوسكاس على موقع إن بي أي (الإنجليزية)
- زيدروناس إيلجوسكاس على موقع سبورتس رفرنس (الإنجليزية)
- زيدروناس إيلجوسكاس على موقع كرة السلة الأوروبية.كوم (الإنجليزية)
- زيدروناس إيلجوسكاس على موقع ريلجم (الإنجليزية)
- زيدروناس إيلجوسكاس على موقع بروبوليرز (الإنجليزية)